# Arrivederci Roma

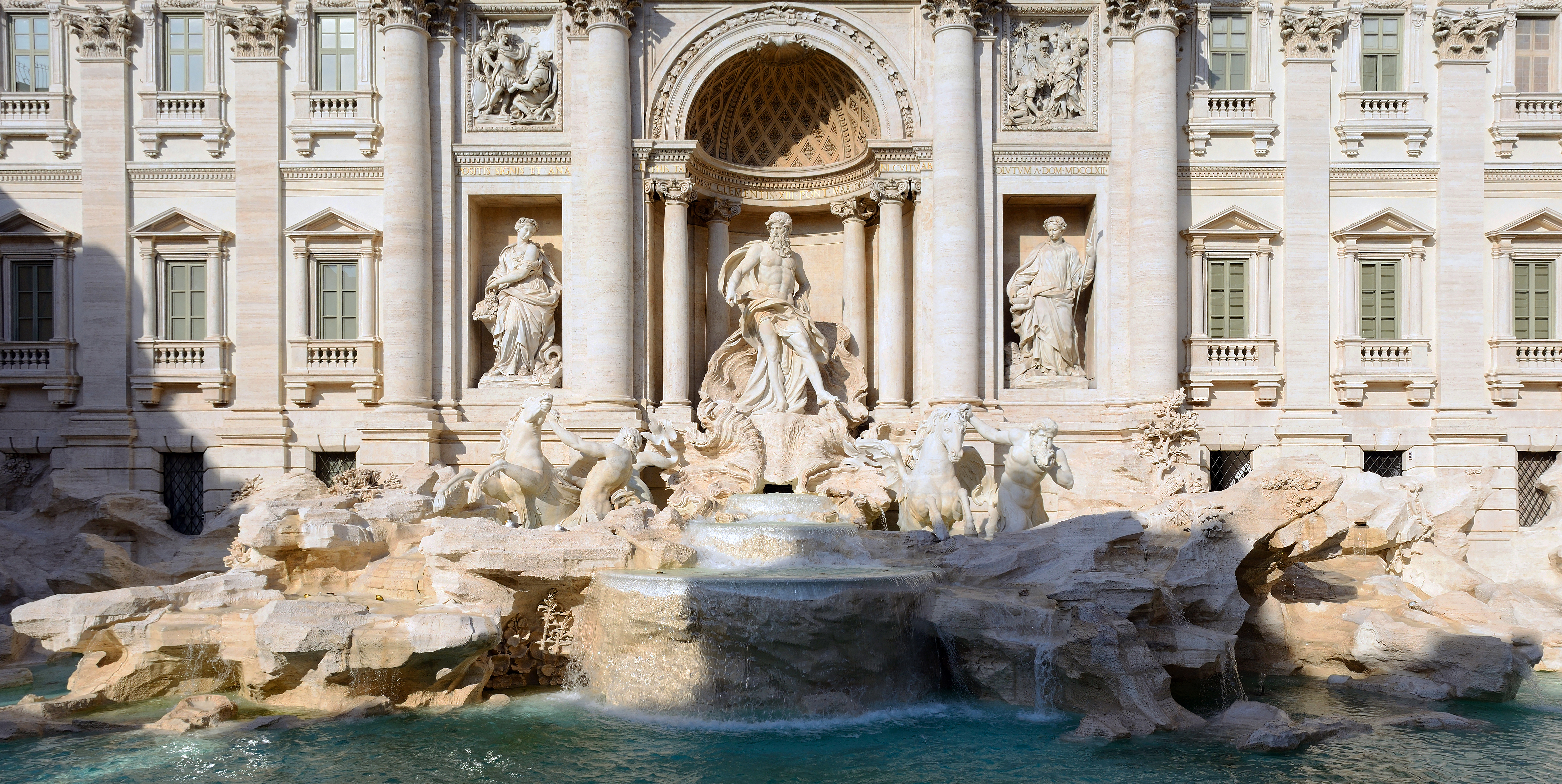
La fontaine de Trevi sert de décor à la chanson du film.

Arrivederci Roma est une chanson composée en 1955 par Renato Rascel, avec un texte en italien de Pietro Garinei et Sandro Giovannini.
Elle a été interprétée en 1957 dans le film Seven Hills of Rome (réalisé par Roy Rowland et paru en France en 1959 sous le titre Les Sept Collines de Rome) par Mario Lanza et Luisa Di Meo, une fillette de onze ans dont le ténor avait remarqué la voix alors qu'elle chantait tous les matins accompagnée à l’accordéon par son frère, pour quelques pièces de monnaie, sous les fenêtres de l’Hôtel Bernini, Piazza Barberini, où Mario Lanza résidait lors d'un séjour à Rome. La scène fut tournée Piazza Navona.
La chanson devint rapidement un grand standard international et fut reprise par de nombreux artistes : Georgia Gibbs (classé no 51 au Billboard), Nat King Cole, Dean Martin, Sam Cooke, Perry Como, Jane Morgan, Roger Williams, Johnny Mathis, Edna Savage et Cliff Richard (dans son album chanté en italien When in Rome paru en 1965)... 
En France elle fut notamment adaptée par Lucienne Delyle, Tino Rossi et dans les années 1980 par Christophe (album Clichés d'amour paru en 1983).